# Патоличев, Николай Семёнович
Никола́й Семёнович Пато́личев (10 [23] сентября 1908, Золино, Владимирская губерния — 1 декабря 1989, Москва) — советский государственный и партийный деятель. Министр внешней торговли СССР (1958—1985). Дважды Герой Социалистического Труда (1975, 1978). Кавалер одиннадцати орденов Ленина. Член КПСС с 1928 года.
Член ЦК ВКП(б) (1941—1986, кандидат с 1939), кандидат в члены Президиума ЦК КПСС (1952—1953). Депутат Верховного Совета СССР 1—11 созывов (1937—1986). Чрезвычайный и полномочный посол Советского Союза.

## Биография
Родился 10 (23) сентября 1908 года в селе Золино Владимирской губернии, ныне Володарского района Нижегородской области. Сын участника Гражданской войны комбрига Семёна Михайловича Патоличева. В 12 лет осиротел. Рос в семье дяди.
В 1921—1925 годах сезонный рабочий. В 1925—1926 годах рабочий завода имени Я. М. Свердлова в рабочем посёлке Растяпино, в 1926—1928 годах там же учащийся школы ФЗУ завода.
В 1928—1932 годах на комсомольской работе: секретарь заводского комитета, секретарь Дзержинского райкома ВЛКСМ Горьковской области. В 1937 году окончил Военную академию химической защиты в Москве, после чего стал помощником начальника химической службы 1-й Московской пролетарской стрелковой дивизии.
С 1938 года на партийной работе — ответственный организатор отдела ЦК ВКП(б). В августе 1938 года назначен парторгом ЦК на Ярославский резинокомбинат, одновременно возглавил Резинокомбинатский райком партии. Имея задачу существенно повысить производительность труда на не выполнявшем в течение семи лет планы комбинате, он через заводскую газету обратился к работникам, призвав их сообщать обо всех фактах, мешающих нормальному производству. Воззвание нашло отклик, возник массовый поток донесений, существенная часть которых была мотивирована и приводила к организационным выводам. Это внесло подозрительность и страх в коллектив, но в то же время создало атмосферу нетерпимости к бракоделам. За несколько месяцев Патоличев сумел добиться увеличения выпуска автопокрышек в 2,2 раза, комбинат вышел на проектную мощность.
В 1940 году после выступления на внеочередном пленуме ЦК, созванном в связи с неудачными военными действиями СССР во время советско-финской войны, генерал А. В. Хрулёв представил Николая Семёновича Патоличева Сталину, который хорошо был знаком с его отцом. Эта встреча между Сталиным и Николаем Семёновичем сыграла важную роль в его карьере, и Патоличев вошёл в круг общения со Сталиным. Хотя Патоличев уклонился на этой встрече от предложения Сталина возглавить комсомол, контакт со Сталиным защитил его в противостоянии с Г. М. Маленковым в последующие годы. Эта же встреча способствовала стремительной карьере молодого Ю. В. Андропова, который по рекомендации Патоличева стал 1-м секретарём комсомольской организации Карело-Финской ССР.
В январе 1939 — декабре 1941 года первый секретарь Ярославского обкома и горкома партии. Под его руководством к началу Великой Отечественной войны на Рыбинском машиностроительном заводе был налажен серийный выпуск важного мотора М-105 для военной авиации. С началом войны под руководством Патоличева хозяйство области перестраивалось на военный лад, велось строительство оборонительных сооружений, эвакуация важнейших предприятий, подготовка населения к противовоздушной и противохимической защите и др.
С января 1942 по март 1946 года первый секретарь Челябинского обкома и горкома партии. Был одним из организаторов и непосредственных руководителей создания Уральского добровольческого танкового корпуса (1943).
В марте — мае 1946 года заведующий отделом ЦК ВКП(б). В 1946—1947 годах секретарь ЦК ВКП(б) (был утверждён 4 мая 1946 года на место Г. М. Маленкова), член Оргбюро ЦК ВКП(б), начальник Управления по проверке партийных органов ЦК ВКП(б) и одновременно заместитель председателя Совета по делам колхозов при Совете Министров СССР.
В это время, как вспоминает А. Н. Яковлев, Патоличев спас Брежнева: 
Еще при Сталине в «Правде» появилась резко критическая статья о Брежневе, который был в то время секретарем Днепропетровского обкома партии. А Патоличев был секретарем ЦК по кадрам. Стоял вопрос о снятии Брежнева как развалившего работу в области. Но Патоличеву удалось спасти Брежнева. С тех пор они были дружны.
В мае — декабре 1947 года секретарь ЦК КП(б) Украины. В 1947—1950 годах первый секретарь Ростовского обкома и горкома партии. С июля 1950 по 1956 год первый секретарь Центрального комитета Компартии Беларуси.
В 1956—1958 годах заместитель, 1-й заместитель министра иностранных дел СССР. В 1958—1985 годах министр внешней торговли СССР.
Депутат Верховного Совета СССР: Совета Союза от Ярославской области (1 созыв, 1937—1946), Челябинской области (2 созыв, 1946—1950), Ростовской области (3 созыв, 1950—1954), Белорусской ССР (4 созыв, 1954—1958) и Ташкентской области (8—11 созыв, 1970—1986). Совета Национальностей от Узбекской ССР (5—7 созыв, 1958—1970).
В 1985 году вышел на пенсию. Умер 1 декабря 1989 года в Москве. Похоронен на Новодевичьем кладбище.

## Награды
СССР
- Дважды Герой Социалистического Труда (1975, 1978)
- одиннадцать орденов Ленина (17.05.1939; 30.09.1943; 05.08.1944; 31.03.1945; 31.07.1958; 17.12.1966; 20.09.1968; 21.12.1973; 30.12.1975; 22.09.1978; 05.08.1982)
- Орден Октябрьской Революции (22.09.1983)
- Орден Трудового Красного Знамени (15.01.1943)
- Медали, в том числе:
  - «За боевые заслуги» (21.02.1945)
  - «За оборону Ленинграда»
  - «За оборону Москвы»
  - «За Победу над Германией в Великой Отечественной войне 1941—1945 гг.»
  - «За доблестный труд в Великой Отечественной войне 1941—1945 гг.»
  - «За восстановление угольных шахт Донбасса»
  - «Ветеран труда»
- Знак «50 лет пребывания в КПСС»
- Знак «Шахтёрская слава» трёх степеней
- четыре Золотые медали ВСХВ

Других стран
- Большой рыцарский крест ордена Льва Финляндии (Финляндия, 1978)
- Орден «Георгий Димитров» (НРБ)
- Орден «Звезда дружбы народов» 2-й  и 3-й степени (ГДР)
- Орден Дружбы (СРВ)
- Орден Республики (ЧССР)
- Медали  НРБ, ГДР, МНР и ЧССР
- Памятная медаль  «За строительство магистрального газопровода "Союз"» (СЭВ)

Почётные звания
- Почётный гражданин города Челябинска (1978)

Могила Патоличева на Новодевичьем кладбище Москвы.

- Почётный гражданин города Дзержинска

## Память
В городе Дзержинске Нижегородской области в 1980 году установлен памятник Патоличеву, (в честь отца Н. С. Патоличева — комбрига С. Патоличева названа улица в Дзержинске. На доме, где он жил в Москве (ул. Спиридоновка, 18) установлена мемориальная доска.
В городе Челябинске, пр. Ленина, д. 65, в 2002 году установлена мемориальная доска: «В этом доме с 1941 по 1946 года жил первый секретарь Челябинского обкома КПСС, кавалер 11 орденов Ленина». В 2015 году в честь Николая Патоличева получила название набережная в Калининском и Центральном районах города. В мемориальном комплексе Бульвар Славы в декабре 2020 года установлен на постаменте его бронзовый бюст.

## Адрес в Москве
- Ул. Спиридоновка, д. 18[25]

## Сочинения
- Патоличев Н. С. Испытание на зрелость. — М.: Политиздат, 1977. — 287 с. — 200 000 экз.
- Патоличев Н. С. Совестью своей не поступись. — М.: Сампо, 1995. — 262 с.